# Carebara brevipilosa
Carebara brevipilosa é uma espécie de inseto do gênero Carebara, pertencente à família Formicidae.